# Brun trämyra
Brun trämyra (Lasius brunneus) är en myrart som först beskrevs av Pierre André Latreille 1798.  Brun trämyra ingår i släktet Lasius och familjen myror. Arten är reproducerande i Sverige.

## Underarter
Arten delas in i följande underarter:
- L. b. brunneus
- L. b. emarginatobrunneus

## Bildgalleri

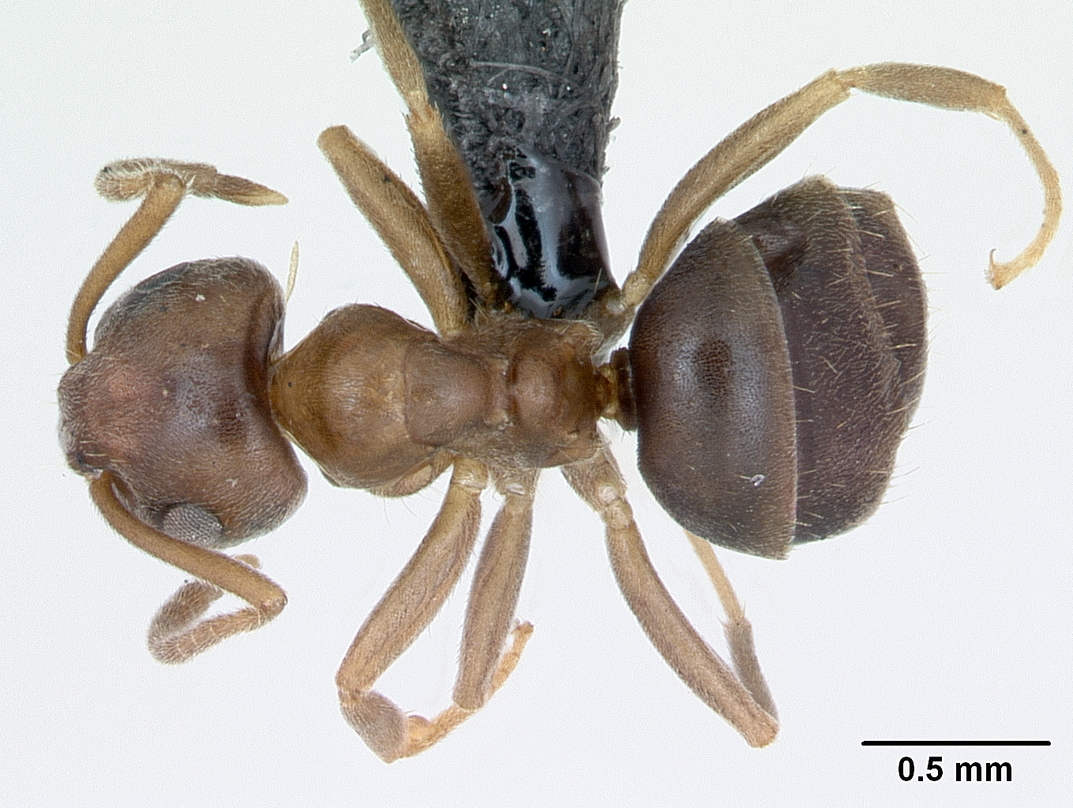
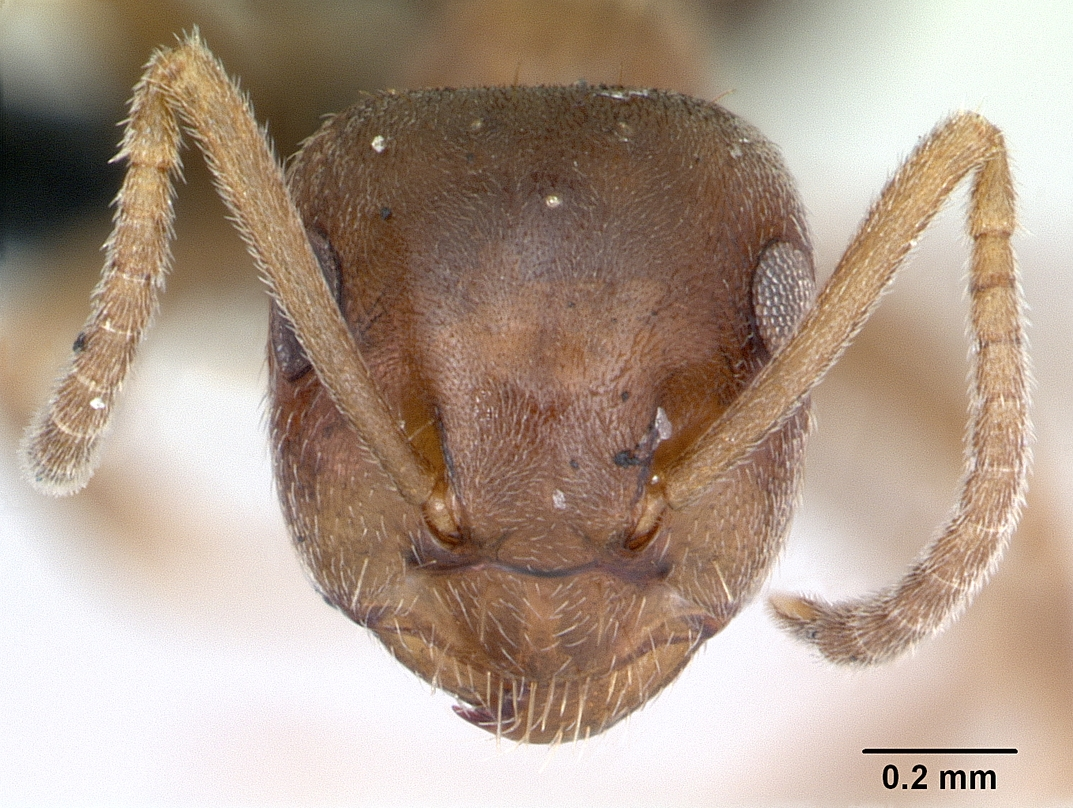
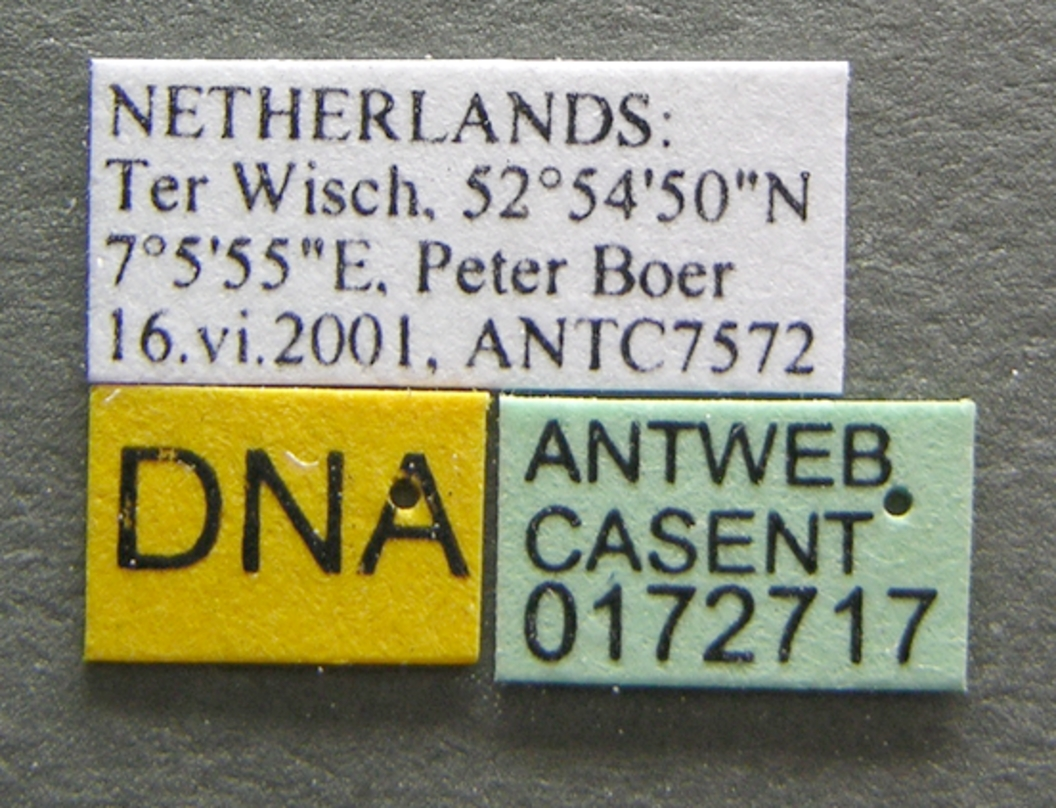
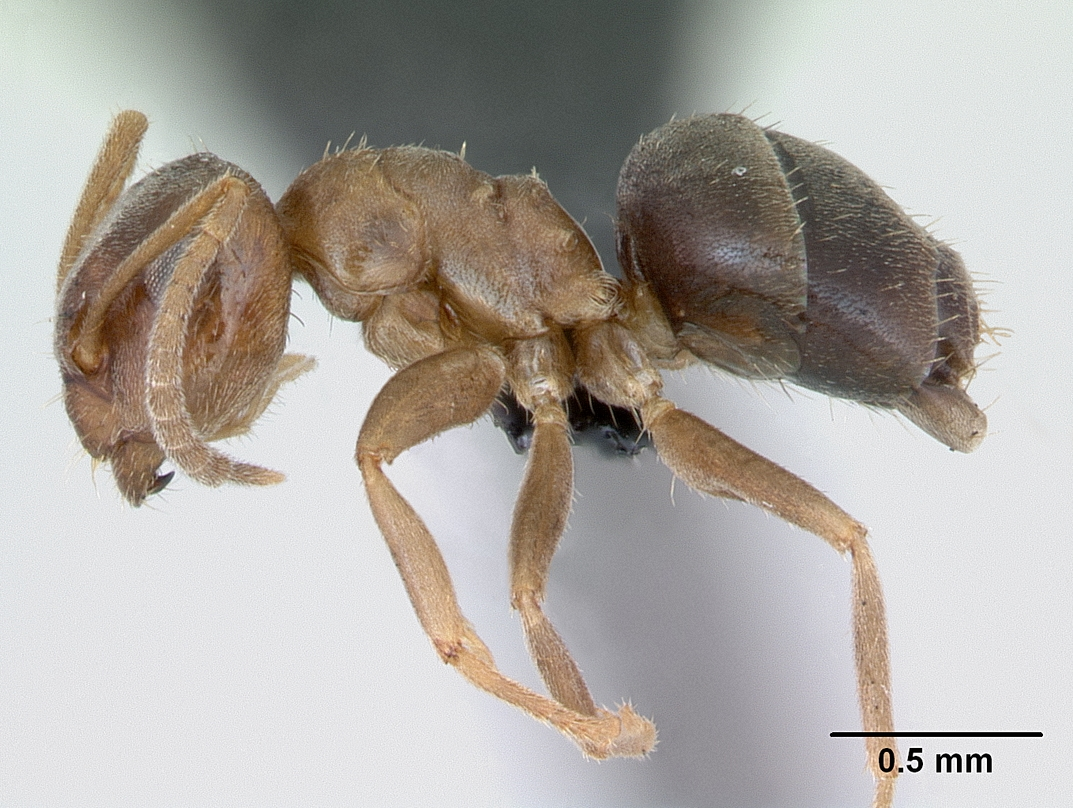
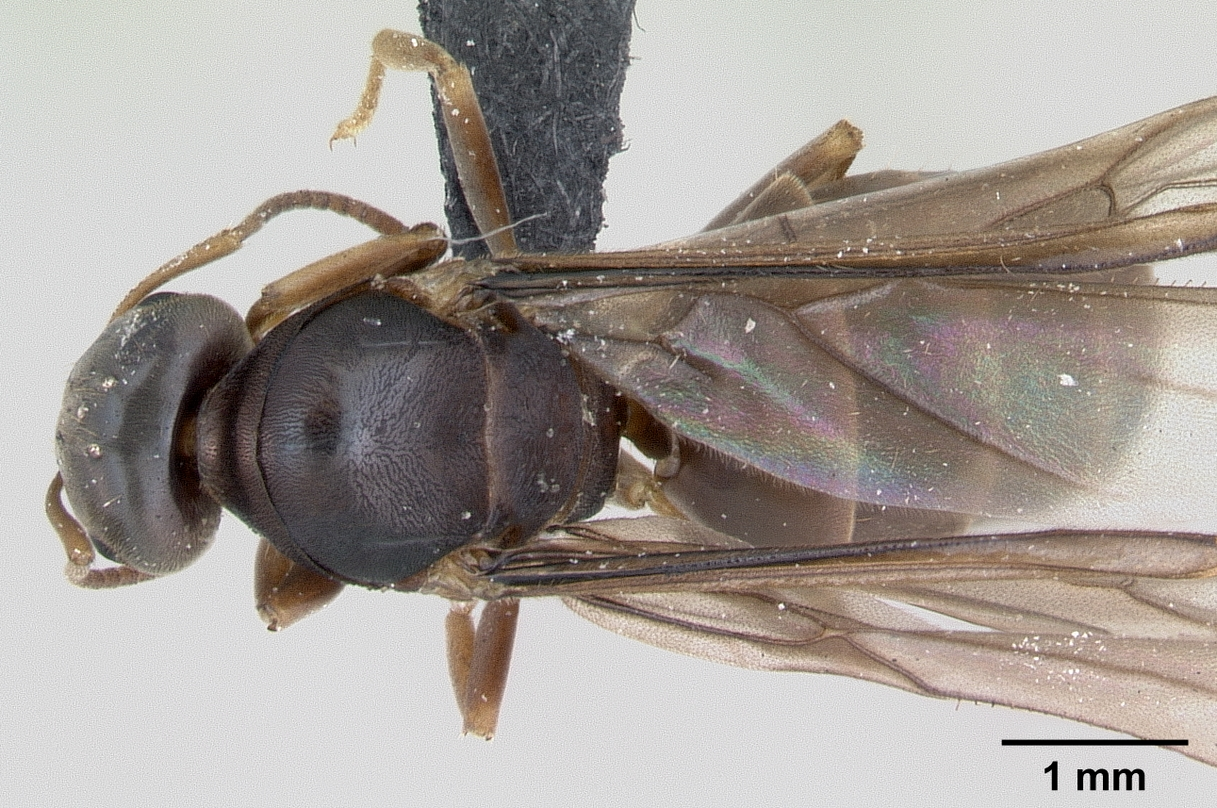
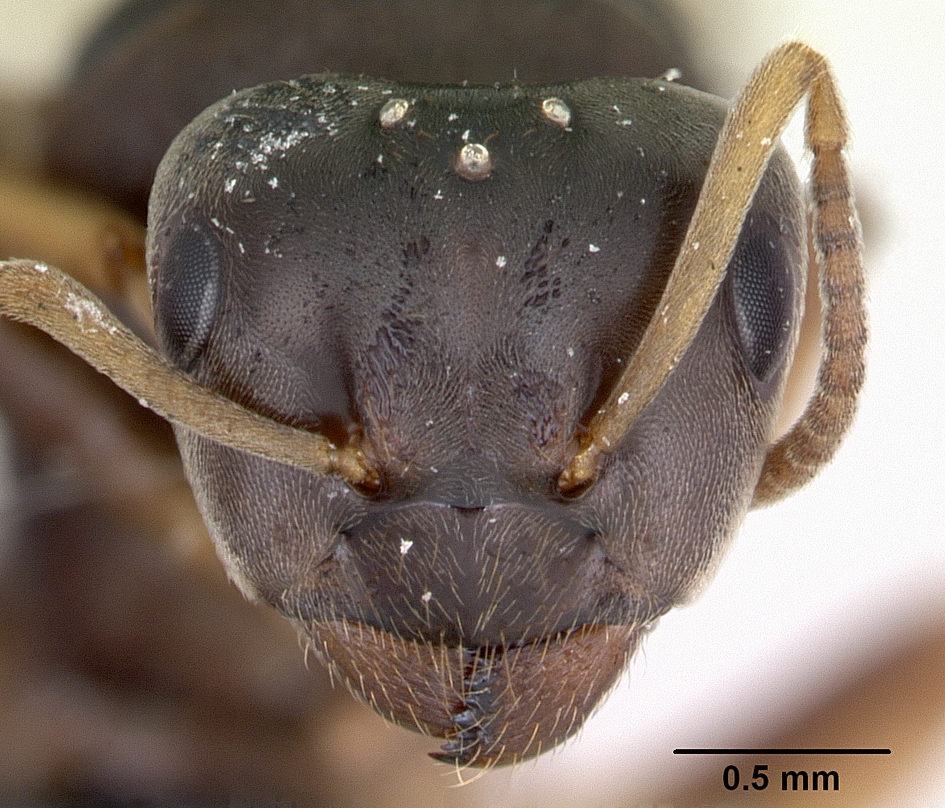